# I WON'T BREAK YOUR HEART
『I WON'T BREAK YOUR HEART』（アイ・ウォント・ブレイク・ユア・ハート）は、岩崎宏美の14作目のオリジナル・アルバム。1984年4月21日発売。発売元は、ビクター音楽産業。規格品番：SJX-30226 (LPレコード)、VDR-19 (CD)。オリジナル・アルバムとしては初めてCDが同時発売された。

## 概要
1980年に発売されたアルバム『WISH』以来、2度目のロサンゼルス制作盤。ウッドランド・ヒルズにある一軒家を借りて、ミュージシャンやスタッフ達と共に生活しながらレコーディングが進められた。
制作にあたっては、ミュージシャンとしてデイヴィッド・フォスター、ビル・チャンプリン、ラルフ・ジョンソン、スティーヴ・ルカサーなどが参加、さらにビル・チャンプリンとデュエットで録音した曲（B-1, B-4）も収録している。
アルバムのジャケットで使用した写真は、滞在先で通りすがりの子供たちと撮影したものである。また、LP盤のレーベルはピクチャー仕様となっており、復刻盤CDでもそれは再現された。
2007年に紙ジャケットで復刻された際には、アルバム未収録であった33rdシングル「20の恋」（1984.2.21）とそのB面曲「眠りの船」、34thシングル「未完の肖像」(1984.5.21)とそのB面曲「二時に泣かせて」、35thシングル「橋」(1984.8.21)とそのB面曲の「逃亡者」、デビュー10周年記念ベストアルバムの『ダル・セーニョ』のプレゼント・シングルとして収録された「そばに置いて」（1982.3.5/SJH-3）がボーナス・トラックとして収録された。

## 収録曲

### LP / CT
| 全編曲: Erich Bulling。 |                      |                                                |            |      |
| #                       | タイトル             | 作詞・作曲                                     | 日本語詞   | 時間 |
| 1.                      | 「Sticky Situation」 | Erich Bulling - Al Mckay - Dorie Pride         | 山川啓介   | 3:19 |
| 2.                      | 「Come Softly」      | Erich Bulling - Al Mckay - Tony Haynes         | 山川啓介   | 3:25 |
| 3.                      | 「Passion Is」       | Erich Bulling - Ralph Johnson - Yvonne Scott   | 山川啓介   | 3:31 |
| 4.                      | 「Secret Eyes」      | Erich Bulling - Tony Haynes                    | Alice Sato | 3:35 |
| 5.                      | 「I Do」             | Erich Bulling - Alex Costandinos - Tony Haynes | Alice Sato | 3:32 |

| 全編曲: Erich Bulling。 |                              |                                         |            |      |
| #                       | タイトル                     | 作詞・作曲                              | 日本語詞   | 時間 |
| 1.                      | 「Both Of Us」               | Bill Champlin - Carmen Grillo           | -          | 3:29 |
| 2.                      | 「Could You Be The One」     | Erich Bulling - Yvonne Scott            | 山川啓介   | 3:45 |
| 3.                      | 「Here We Are」              | Erich Bulling - Al Mckay - Yvonne Scott | Alice Sato | 3:20 |
| 4.                      | 「Every Now And Then」       | Bill Champlin - Billy Katt              | -          | 3:52 |
| 5.                      | 「I Won't Break Your Heart」 | Erich Bulling - Al Mckay - Yvonne Scott | 山川啓介   | 3:26 |

### CD
| 全編曲: Erich Bulling。 |                              |                                                |            |      |
| #                       | タイトル                     | 作詞・作曲                                     | 日本語詞   | 時間 |
| 1.                      | 「Sticky Situation」         | Erich Bulling - Al Mckay - Dorie Pride         | 山川啓介   | 3:19 |
| 2.                      | 「Come Softly」              | Erich Bulling - Al Mckay - Tony Haynes         | 山川啓介   | 3:25 |
| 3.                      | 「Passion Is」               | Erich Bulling - Ralph Johnson - Yvonne Scott   | 山川啓介   | 3:31 |
| 4.                      | 「Secret Eyes」              | Erich Bulling - Tony Haynes                    | Alice Sato | 3:35 |
| 5.                      | 「I Do」                     | Erich Bulling - Alex Costandinos - Tony Haynes | Alice Sato | 3:32 |
| 6.                      | 「Both Of Us」               | Bill Champlin - Carmen Grillo                  | -          | 3:29 |
| 7.                      | 「Could You Be The One」     | Erich Bulling - Yvonne Scott                   | 山川啓介   | 3:45 |
| 8.                      | 「Here We Are」              | Erich Bulling - Al Mckay - Yvonne Scott        | Alice Sato | 3:20 |
| 9.                      | 「Every Now And Then」       | Bill Champlin - Billy Katt                     | -          | 3:52 |
| 10.                     | 「I Won't Break Your Heart」 | Erich Bulling - Al Mckay - Yvonne Scott        | 山川啓介   | 3:26 |

| #   | タイトル           | 作詞         | 作曲       | 編曲       | 時間 |
| --- | ------------------ | ------------ | ---------- | ---------- | ---- |
| 11. | 「20(はたち)の恋」 | 康珍化       | 財津和夫   | 大村雅朗   | 3:50 |
| 12. | 「眠りの船」       | 荒木とよひさ | 財津和夫   | 大村雅朗   | 4:06 |
| 13. | 「未完の肖像」     | 阿久悠       | 筒美京平   | 萩田光雄   | 4:50 |
| 14. | 「二時に泣かせて」 | 阿久悠       | 筒美京平   | 萩田光雄   | 4:49 |
| 15. | 「橋」             | 山川啓介     | 木森敏之   | 木森敏之   | 4:02 |
| 16. | 「逃亡者」         | 山川啓介     | 木森敏之   | 木森敏之   | 4:06 |
| 17. | 「そばに置いて」   | 荒木とよひさ | 三木たかし | 羽田健太郎 | 4:55 |

### ボーナス・トラック 曲解説
1. 20(はたち)の恋
  - 33rdシングルA面曲。
2. 眠りの船
  - 33rdシングル「20の恋」のB面曲。
3. 未完の肖像
  - 34thシングルA面曲。
4. 二時に泣かせて
  - 34thシングル「未完の肖像」のB面曲。
5. 橋
  - 35thシングルA面曲。日本テレビ系『火曜サスペンス劇場』主題歌。
6. 逃亡者
  - 35thシングル「橋」のB面曲。
7. そばに置いて
  - ベスト・アルバム『ダル・セーニョ』(規格品番:SJH-1〜3) の封入特典シングル。2018年10月に『ダル・セーニョ』がCD化されたため、2019年の再発盤ではこの曲がカットされた。

## 参考資料
- 岩崎宏美『I WON'T BREAK YOUR HEART+6』（ライナーノーツの記載より）ビクターエンタテインメント、2019年3月27日。NCS-10220。